# Copidosoma athepi
Copidosoma athepi är en stekelart som beskrevs av Emilio Guerrieri och John S. Noyes 2005. Copidosoma athepi ingår i släktet Copidosoma och familjen sköldlussteklar.
Artens utbredningsområde är Frankrike. Inga underarter finns listade i Catalogue of Life.